# Yūta Higuchi
Yūta Uekusa (植草 裕太 Uekusa Yūta?,  Tokio, Japón, 14 de febrero de 1995), mejor conocido bajo su nombre artístico de Yūta Higuchi (樋口 裕太 Higuchi Yūta?), es un actor, cantante y tarento japonés. Estuvo afiliado a Johnny & Associates y actualmente lo está con Itoh Company.

## Biografía

### Primeros años
Yūta Uekusa nació el 14 de febrero de 1995 en la ciudad de Tokio, Japón. Es el hijo mayor del actor y tarento veterano Katsuhide Uekusa y la modelo Chieko Higuchi. En 2007, se unió a Johnny & Associates al mismo tiempo que comenzó la escuela secundaria, en parte gracias a la influencia de su padre, quien es miembro de dicha agencia. Hizo debut como actor apareciendo en el musical Playzone'07 Change2Chance y más tarde en la serie de drama Kinpachi-sensei, siendo este su debut en la televisión.

### Carrera
En agosto de 2009, Uekusa entró en un largo período de inactividad. En marzo de 2010, Johnny & Associates anunció que Uekusa había abandonado la agencia para concentrarse en sus estudios. En junio de ese mismo año, la prensa informó que sus padres estaban viviendo en casas separadas, mientras que en diciembre se confirmó el divorcio. Uekusa no volvería a aparecer en la vista pública sino hasta 2011, tomando como nombre artístico el apellido de soltera de su madre, Higuchi. En su regreso, apareció en la edición de septiembre de la revista Junon, participando en el Junon Superboy Contest como uno de los cincuenta finalistas. En dicho concurso, ganó el premio al "más fotogénico".
El 23 de abril de 2012, reanudó sus actividades escénicas y anunció que se había afiliado a Itoh Company. Su primera aparición fue en la obra Ninja Boy Rantaro. En 2013, volvió al escenario con la adaptación de Zettai Kareshi de Yū Watase, seguido de la producción musical de Kyō Kara Maō!, donde interpretó a Wolfram von Bielefeld. En 2015 y 2016, Higuchi retomó su papel de Wolfram en dos nueva adaptaciones a musicales tituladas Kyō Kara Maō!: Maō Sai Kōrin y Kyō Kara Maō!: Maō bōsō-hen, respectivamente. En enero de 2018, formó la unidad actoral "étoile☆prinz" junto a Seiya Konishi y Ryōta Hirono.

## Filmografía

### Televisión
- Kinpachi-sensei (TBS, 11 de octubre de 2007 - 20 de marzo de 2008) - Yuki Kannawa
- Sanbiki no ossan (TV Tokyo, 2014)

### Teatro
- Playzone'07 Change2Chance (2007)
- Playzone Final 1986-2008〜SHOW TIME Hit Series〜 Change (2008)
- Playzone 2009 〜太陽からの手紙〜 (2009)
- Shinshun Takizawa kakumei (2009)
- Ryūma ga ippai (2012) como Sr. Kirihara
- High at TOKYO (2012)
- Ninja Boy Rantaro (2013)
- Zettai Kareshi (2013) como Soushi Asamoto
- Kyō Kara Maō!: Maō Tanjō-hen (2013) como Wolfram von Bielefeld
- Kyō Kara Maō!: Maō Sai Kōrin (2015) como Wolfram von Bielefeld
- Kyō Kara Maō!: Maō bōsō-hen (2016) como Wolfram von Bielefeld